# 李启良
李启良，历史学家，书法家。陕西安康历史博物馆馆长，研究员，中国博物馆学会会员，陕西省博物馆学会理事，陕西省考古学会理事，陕西慈善书画研究会会员，陕西开明书画院院士、副院长。2000年至2010年担任安康市政协副主席，现任安康市政协副厅咨询员。

## 学术论文选录
- 《巴族渊源探微》（《史学集刊》 1985年01期）
- 《大汶口陶器刻符辨》 （《文博》 1992年06期）
- 《陕南地区古代的石崇拜》
- 《安康地区汉魏南北朝墓砖》 （《文博》 1991年 02期）
- 《陕西安康新石器时代遗址调查》 （《考古》 1983年 06期）
- 《玄鸟生商与太阳神崇拜》 （《东南文化》 1995年 01期）
- 《古代安康的蚕桑业》 （《北方蚕业》 1992年01期）

## 个人学术文集
《石螺斋谈丛》

## 主编、撰写
- 《安康历史博物馆历代书画藏珍》
- 《陕西文物地图集·安康卷》
- 《安康地区地理志》
- 《安康县志》
- 《汉江航运史》
- 《安康古今蚕桑著述》